# Ann Linde
Ann Christin Linde (ur. 4 grudnia 1961 w Helsingborgu) – szwedzka polityk, urzędniczka państwowa i działaczka partyjna, w latach 2016–2022 minister.

## Życiorys
Do 1994 studiowała politologię, socjologię i ekonomię na Uniwersytecie w Sztokholmie. Zaangażowała się w działalność polityczną w ramach Szwedzkiej Socjaldemokratycznej Partii Robotniczej. Była też działaczką jej organizacji młodzieżowej SSU, a w latach 1981–1982 sekretarzem związku studenckiego SECO. Od 1989 pracowała w administracji rządowej jako urzędniczka w różnych ministerstwach, a także we frakcji parlamentarnej socjaldemokratów. W latach 2000–2013 była sekretarzem ds. międzynarodowych w strukturach swojego ugrupowania, następnie przez rok zajmowała stanowisko dyrektora wydziału międzynarodowego w Partii Europejskich Socjalistów.
Była także wiceprzewodniczącą rady dyrektorów Olof Palme International Center (2001–2013), a w 2015 została dyrektorem w fundacji Anna Lindhs Minnesfond.
W 2014 została sekretarzem stanu, pełniącym funkcję zastępcy ministra spraw wewnętrznych Andersa Ygemana. W maju 2016 w rządzie Stefana Löfvena powołana na ministra ds. stosunków europejskich i handlu. W styczniu 2019 w drugim gabinecie dotychczasowego premiera została natomiast ministrem handlu zagranicznego i współpracy nordyckiej.
We wrześniu tego samego roku w tym samym rządzie przeszła na stanowisko ministra spraw zagranicznych w miejsce Margot Wallström. Pozostała na tej funkcji również w utworzonym w lipcu 2021 trzecim gabinecie Stefana Löfvena oraz w powołanym w listopadzie 2021 rządzie Magdaleny Andersson. Urząd ten sprawowała do października 2022. W 2021 pełniła funkcję przewodniczącej OBWE.